# Eublemma dissoluta
Eublemma dissoluta is een vlinder van de familie van de spinneruilen (Erebidae). De wetenschappelijke naam van deze soort is voor het eerst voorgesteld door Lionel Walter Rothschild in een publicatie uit 1921.
De soort komt voor in Niger.